# Dryopteris sandwicensis
Dryopteris sandwicensis là một loài dương xỉ trong họ Dryopteridaceae. Loài này được C. Chr. mô tả khoa học đầu tiên.

## Hình ảnh

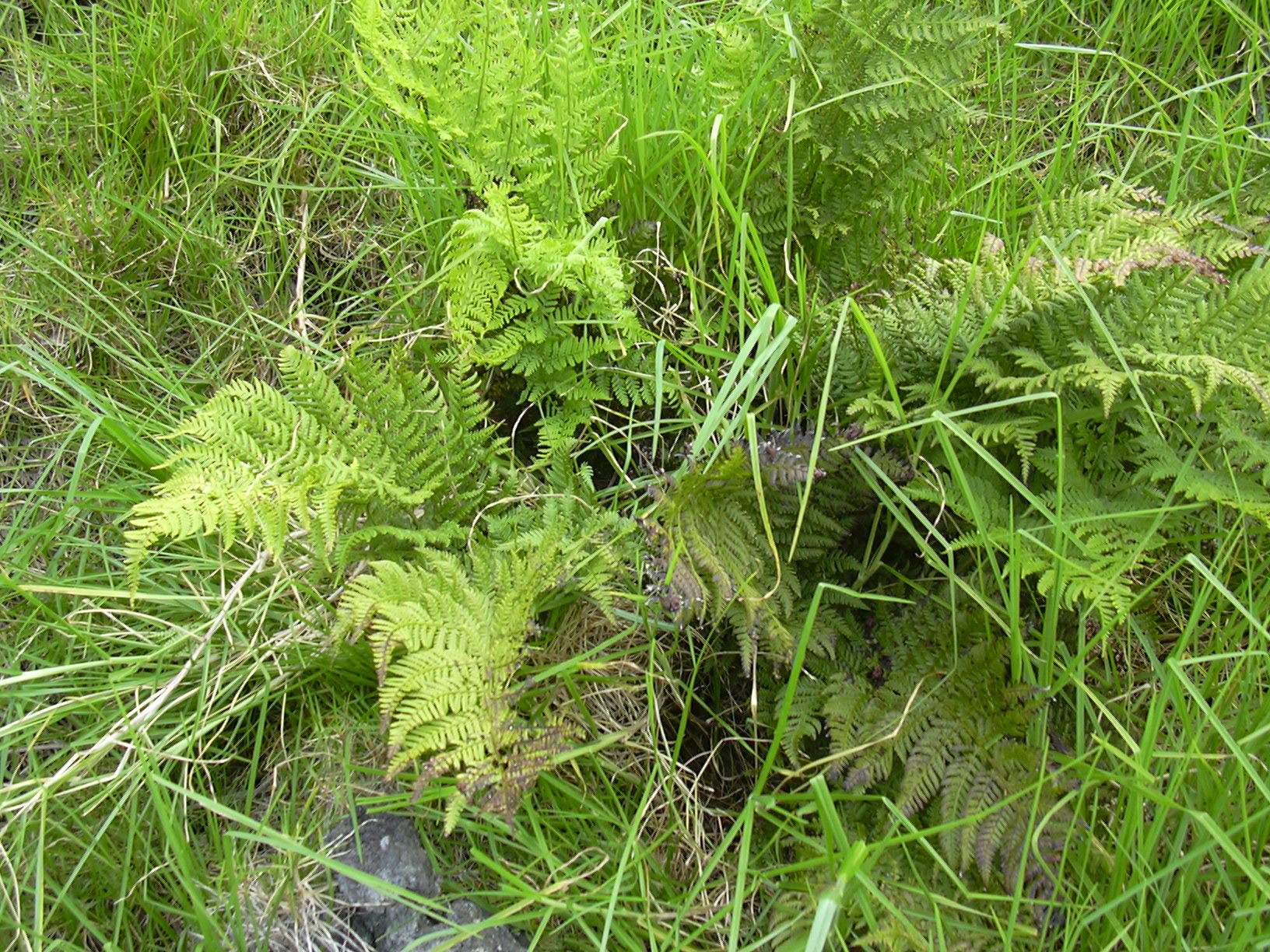
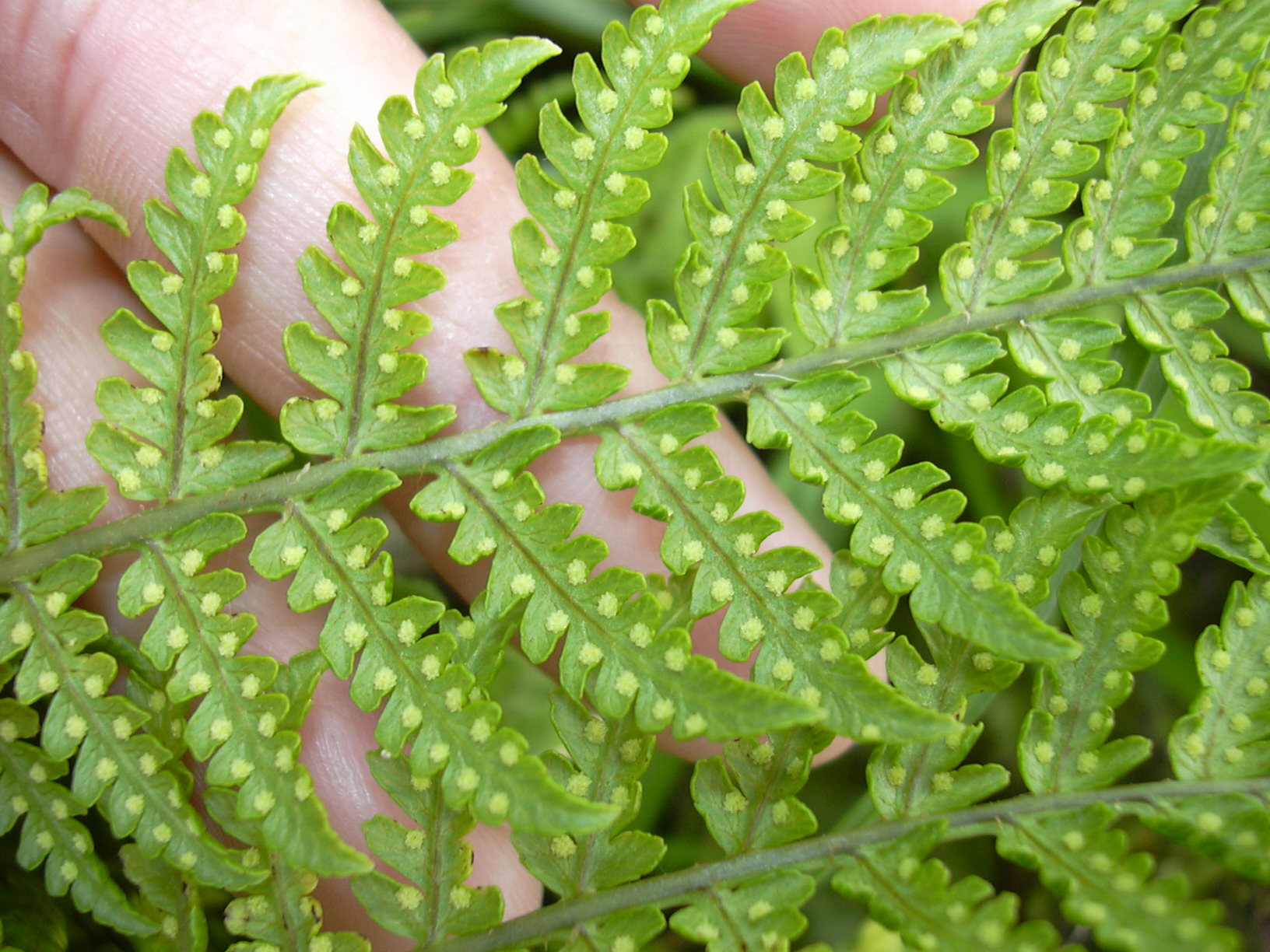
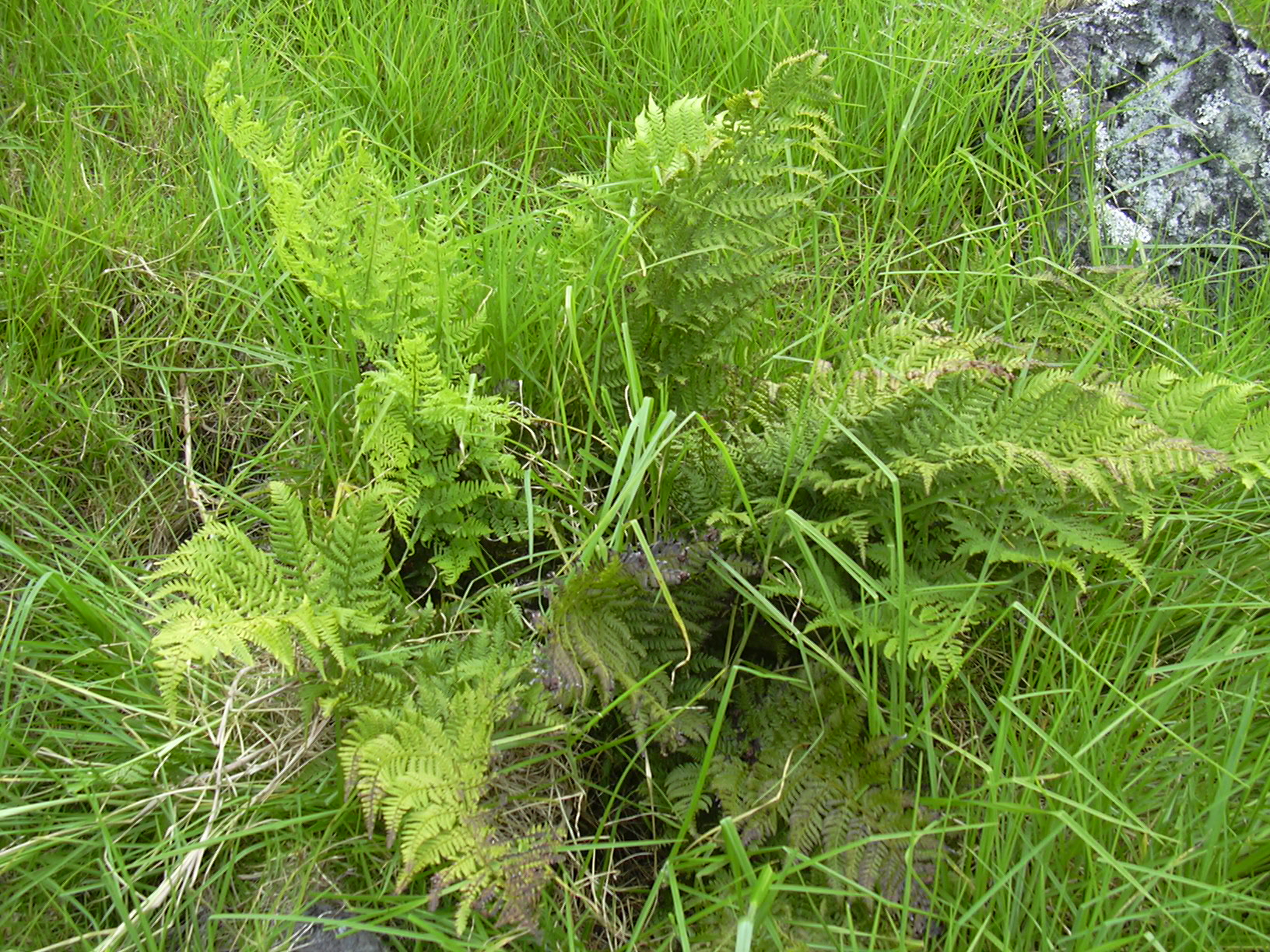
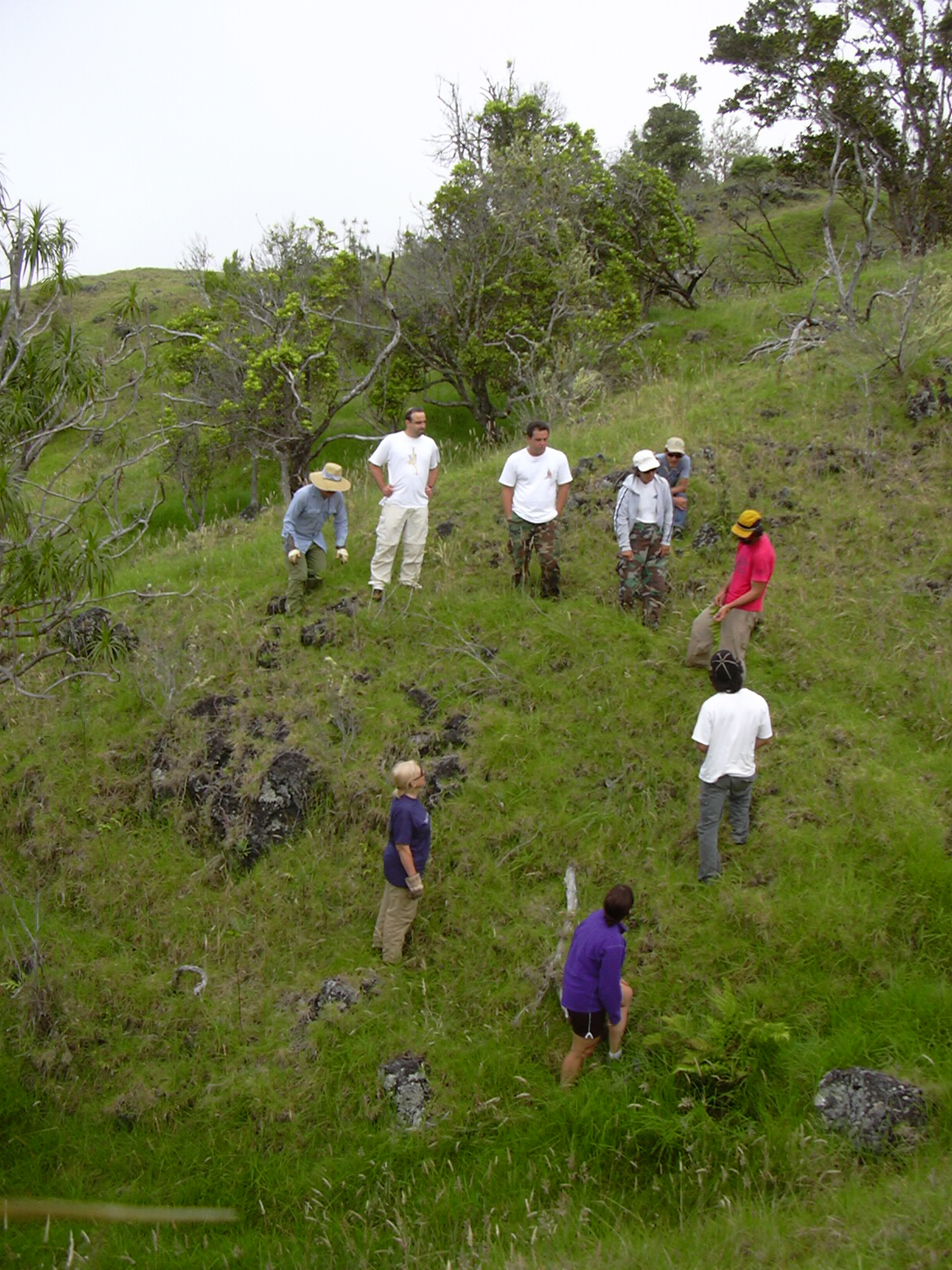